# Дом Гурьевых в Лялином переулке
Дом Гурьевых в Лялином переулке — здание-достопримечательность в Москве.
Адрес: Центральный административный округ, Лялин переулок, дом 3, строение 1. Басманный район.
Охраняется как объект культурного наследия.

## История
Дом Гурьевых в Лялином переулке построен в XVIII веке. Он входил во владение: дом № 3, № 5 и часть Лялиной площади — Г. А. Скиадана, московского губернского доктора, который активно боролся с эпидемией чумы 1771 года в Москве. После этого хозяйка — М. В. Гурьева. Здание разрушилось из-за пожара в 1812 году. В 1820-х годах перестроен. С 1830-х годов дом доходный. Со второй половины XIX века по начало XX века перестраивался. В 1961 году фасад реставрирован.

## Архитектура
Здание сделано из кирпича, имеет два этажа, включает детали из белого камня. Боковые стены обращены напротив Лялиного переулка. Дом украшен четырьмя пилястрами корфинского ордера, которые соединяют первый и второй этаж в здании. Над вторым этажом располагаются три панно, рельефно-вырезанных. Присутствует мезонин, сделанный до 1812 года. Дом оснащён анфиладами жилых комнат, печами, подвалом, сводами подвала, карнизами, плафонами и дверями.